# F-02C
docomo STYLE series F-02C（ドコモ スタイル シリーズ エフ ゼロ に シー）は、富士通によって開発された、NTTドコモの第3世代移動通信システム（FOMA）端末である。docomo STYLE seriesの端末。

## 概要
2009年冬春モデルの薄型防水F-03B（SMART）の後継機種であり、「フィーリング×スリム×防水」といったコンセプトでアピールされている。防水では（IPX5/IPX8）・防塵（ぼうじん）（IP5X）が対応する。F-03Bのスリム×防水といった機能に加え、フィーリングピースといわれる、端末先端部のピースが取り替えることができ、気分に合わせて楽しむことができる。またこのフィーリングピースによってイルミネーションも違う表現を演出することができる。またクリエイティブ・ディレクター荻野いづみがプロデュースするワイヤーバックブランドANTEPRIMAとのコラボレーションモデルである、ANTEPRIMA GOLDはフィーリングピースに人造ダイヤであるジルコニアがあしらわれている他、オリジナルなケースであると共に、オリジナルワイヤーバッグストラップが試供品として同梱されている。
またF-03BはSMARTでビジネス向けといったイメージがあったが、F-02CはSTYLEとしてだされているとおり、一般コンシューマもターゲットとされており、待ちうけ画面でもファンシーなものが提供されている。
メインディスプレイ上部には温度センサーと湿度センサーが搭載されており、温度や湿度によって待ちうけ画面のモチーフや色、キャラクターが変化する機能などもある。
WORLD WINGではGSMが利用可能なほかBluetoothやGPS、国際GPSも利用可能など、STYLEとしてはかなり高性能となっている。

### カメラ
F-02CはSTYLEでありながら、カメラの有効画素数は、F-03Bと同様の1220万画素とPRIME並みの高性能なカメラが採用されている。CMOSセンサーでは「Exmor for mobile」を採用し、画像処理では「Milbeaut Mobile」を搭載し、クリアなノイズを抑えた撮影が可能となる。また静止画だけでなく、動画の撮影ではフルハイビジョン動画の撮影が可能となっているほか、スローモーション動画の撮影もできる。
そのほかに「クイック撮影モード」を利用することで、0.5秒でカメラを高速起動させることができ、シャッターを1回押すと7枚の写真を高速連写し、その中からベストな1枚を自動的に選択してくれるベストショットセレクト機能、美肌+ひとみ強調モードなどのオプション的な機能も搭載される。

### その他機能
ワンセグでは、視聴予約、録画予約が可能となっているほか、ブルーレイ画像の持ち出しにも対応している。発売当時、富士通東芝モバイルコミュニケーションズ（現：富士通モバイルコミュニケーションズ）が発足した事に伴い、合弁相手（当時）の東芝の液晶テレビ「REGZA」の技術が反映されている（ただし富士通製のため「REGZAケータイ」の愛称は無い）。
F-03Bと同様ワンプッシュオープンボタンも搭載している。
| 主な対応サービス                   | 主な対応サービス                    | 主な対応サービス                       | 主な対応サービス                                 |
| ---------------------------------- | ----------------------------------- | -------------------------------------- | ------------------------------------------------ |
| タッチパネル                       | FOMAハイスピード                    | Bluetooth                              | DCMX／おサイフケータイ                           |
| iアプリオンライン／地図アプリ      | 直感ゲーム／メガiアプリ             | iウィジェット                          | マチキャラ／iコンシェル                          |
| ホームU／ポケットU                 | GPS／ケータイお探し                 | デコメール／デコメ絵文字／デコメアニメ | iチャネル                                        |
| 着もじ                             | テレビ電話／キャラ電                | ケータイデータお預かりサービス         | フルブラウザ                                     |
| おまかせロック／バイオ認証         | 外部メモリーへiモードコンテンツ移行 | トルカ                                 | iC通信                                           |
| きせかえツール／ダイレクトメニュー | バーコードリーダ／名刺リーダ        | 2in1                                   | エリアメール／ソフトウェアーアップデート自動更新 |
| GSM／3Gローミング（WORLD WING）    | 着うたフル／うた・ホーダイ          | Music&Videoチャネル／ビデオクリップ    | デジタルオーディオプレーヤー                     |

## プリインストールアプリ
| アプリ名                                    | 概要 |
| ------------------------------------------- | --- |
| プッチンパズル体験版                        | プチプチをつぶしながら解決するパズル |
| TETRIS 1to3 for F                           | パズルゲーム |
| フライハイトクラウディア                    | 本格RPGのシリーズ1作目 |
| もじぴったん歩き旅                          | 空いているマスに文字を埋めて言葉を作るパズルゲーム |
| ファミスタワイヤレス FM版                   | 野球ゲームのBluetooth通信対応版 |
| 対戦パックマン（体験版）                    | |
| ロジックパズルF                             | タッチ操作で直感的に遊べる3種類のゲームをパックしたゲームアプリ                                                                                       |
| ロジックパズルF                             | お絵かきロジックパズルゲーム |
| ZOOKEEPER DX F                              | アクションゲーム |
| 高橋尚子のウォーキング/ランニングクリニック | ウォーキングやランニングフォームを診断するアプリ |
| ETGAスウィングレッスン                      | プロゴルファー江連忠監修のゴルフフォームを診断するアプリ                                                                                              |
| E★エブリスタアプリ                          | ケータイ総合雑誌「E★エブリスタプレミアム」掲載作品の更新情報をリアルタイムで確認できるアプリ                                                          |
| ブックビューア コミック体験!                | セルシス、ボイジャーが提供しているケータイコミックを体験できるアプリ                                                                                  |
| コミック/小説ビューア                       | コミックや小説を読むことができるアプリ |
| VoiceShelf for F                            | オーディオブックを再生するためのアプリ |
| 日英版しゃべって翻訳 for F                  | マイクに向かって主に旅行で使われる日本語、英語を話すだけで翻訳した文章を画面に表示する翻訳アプリ                                                      |
| iアバターメーカー                           | iアバターを作成するアプリ |
| iCタグリーダー                              | 対応のポスター・カード・シールなどにおサイフケータイでかざして情報を読み取るためのアプリ                                                              |
| 温湿度指数チェッカー                        | 日本気象協会監修の気象情報アプリ |
| ロケーションレーダー                        | 現在地の周辺施設や目的地を検索して現在地から目的地までの直線距離や目的地の方角を表示するアプリ                                                        |
| モバイルGoogleマップ                        | Googleマップのアプリ。GPSを使った道案内、経路検索、衛星写真、ストリートビューなどを利用できる                                                         |
| Gガイド番組表リモコン                       | テレビ番組表とAVリモコン機能が1つになったアプリ |
| iD設定アプリ                                | おさいふケータイクレジット決済サービスiDの設定アプリ                                                                                                  |
| DCMXクレジットアプリ                        | NTTドコモが提供するおさいふケータイクレジットDCMXの設定アプリ                                                                                         |
| モバイルSuica登録用iアプリ                  | モバイルSuica契約用のiアプリ |
| ヘルスチェッカー                            | 歩数、活動量、脈拍数、血圧、体組成のデータを管理するアプリ                                                                                            |
| ドコモWebメール                             | パソコン・FOMA端末のどちらからでも利用できるメールサービス「ドコモWebメール」のアプリ                                                                 |
| 地図アプリ                                  | GPS機能を利用して、目的地を検索したり、乗り換え案内を駆使した、交通手段によるルートを表示が可能                                                       |
| @Fケータイ応援団INFO                        | 富士通のiモード公式サイト「@Fケータイ応援団」の最新情報や「millmo.jp for F」のおすすめ情報を定期的に通知してくれるウィジェット                        |
| ROID ウィジェット2                          | モバイルサイト「ROID」の更新情報などを通知してくれるウィジェット                                                                                      |
| Start! iウィジェット                        | iウィジェットの使い方をムービーで見ることができるiアプリ                                                                                              |
| iWウォッチ                                  | iウィジェット画面でグラフィカルに時計や電池残量を確認することができるアプリ                                                                           |
| 楽オク☆アプリ                               | 楽天オークション用のアプリ |
| iアプリバンキング                           | モバイルバンキングを簡単に利用するためのアプリ |
| マクドナルド トクするアプリ                 | 日本マクドナルドのかざすクーポンなどを利用するためのアプリ                                                                                            |
| 株価アプリ                                  | iウィジェットを利用して株価情報を表示するアプリ |
| 花粉アプリ                                  | スギ・ヒノキの分布や量を確認できるアプリ |
| お天気アプリ                                | 簡単操作で詳細な気象情報が確認できるアプリ |
| i Bodymoアプリ                              | 健康サービス「i Bodymo（iボディモ）」のアプリ |
| FOMA通信環境確認アプリ                      | FOMAハイスピードエリアを利用できるかを確認することができるiアプリ                                                                                     |
| いっしょにデコ                              | お互いのFOMA端末をかざして撮影した静止画にスタンプを貼ったりデコレーションができるiアプリタッチ対応アプリ                                             |
| ドコモ料金案内                              | 通話料やパケット通信料等の簡易的な履歴を一覧やグラフで確認できるアプリ                                                                                |
| 電子マネー「nanaco」                        | セブン&アイグループの電子マネー「nanaco」のモバイル版                                                                                                 |
| かざす請求書                                | 毎月のドコモ利用料金の情報をおサイフケータイに取得し、請求書が無くてもコンビニエンスストアで決済できるアプリ（本サービスはセブン-イレブンのみ対応。） |
| ビックポイント機能付ケータイ                | おサイフケータイをビックカメラの「ビックポイントカード」として利用できるアプリ                                                                        |
| ヨドバシゴールドポイントカード              | おサイフケータイをヨドバシカメラの「ヨドバシゴールドポイントカード」として利用できるアプリ                                                            |
| モバイルAMCアプリ                           | おサイフケータイを使用して、ANAの各種サービスを利用できるアプリ                                                                                       |

上記のアプリの他、dマーケットなどから、様々なアプリケーションのダウンロードが可能となる。

## 沿革
- 2010年11月8日 - F-01C・F-02C・F-03C・F-04C・F-05C・F-06C・L-01C・L-02C・L-03C・Optimus chat L-04C・N-01C・N-02C・N-03C・P-01C・P-02C・P-03C・SH-01C・SH-02C・LYNX 3D SH-03C・SH-04C・SH-05C・SH-06C・ブックリーダー SH-07C・TOUCH WOOD SH-08C・REGZA Phone T-01C・HW-01C・BlackBerry Curve 9300・フォトパネル03の開発並びに一部機種の発売を発表。
- 2010年11月27日 - 発売開始。